# 24時間テレビ 愛は地球を救う4
24時間テレビ「愛は地球を救う」4は、日本テレビ系列にて1981年8月22日（土曜）19:00 - 8月23日（日曜）19:30まで生放送された4回目となる『24時間テレビ』である。

## 概要
メイン会場の武道館のステージは前々日に開催された輝け！！第7回日本テレビ音楽祭のセットの一部を流用した。
初回から3連続総合司会を務めた萩本欽一（コント55号）がチャリティーパーソナリティーに回り、見城美枝子と宮崎美子が唯一の登板となった。
番組宣伝はタモリが担当。
メインテーマは『アジア・アフリカの障害者のために!国際障害者年記念』

## 出演者

### 総合司会
- 徳光和夫（当時・日本テレビアナウンサー）
- 見城美枝子

### チャリティーパーソナリティー
- 萩本欽一（コント55号）
- 宮崎美子

※宮崎はこの年の10月より『クイズダービー』（TBS系列、土曜19:30 - 20:00）の2枠レギュラー解答者となるため、『24時間テレビ』は最初で最後の出演となる。